# Limburgo do Lano

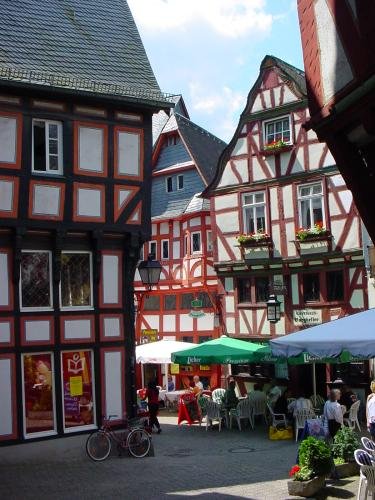
Cidade Velha em Limburgo

Limburgo do Lano (em alemão: Limburg an der Lahn) é a cidade sede do distrito de Limburg-Weilburg, no estado de Hesse, Alemanha.

## Distritos
A cidade é constituída de oito distritos (ortsteile), listados por ordem de população:
1. Limburgo: 18.393
2. Lindenholzhausen: 3.377
3. Linter: 3.160
4. Eschhofen: 2.803
5. Staffel: 2.656
6. Offheim: 2.572
7. Dietkirchen: 1.724
8. Ahlbach: 1.281